# Spanish Springs
Spanish Springs – jednostka osadnicza w Stanach Zjednoczonych, w stanie Nevada, w hrabstwie Washoe.